# فوغ ويليامز
فوج ويليامز (من مواليد 3 أكتوبر 1985) عارضة أزياء وشخصية تلفزيونية وإذاعية أيرلندية، اشتهرت بمشاركتها في الرقص مع النجوم وستيبينغ أوت والفائزة بالموسم الأول في برنامج بير غريلز: ميسيون سورفيف (2015).

## روابط خارجية
- فوغ ويليامز على موقع IMDb (الإنجليزية)
- Official website
- Official Twitter
- Official Instagram